# 尼科尔森陨击坑
尼科尔森陨击坑（Nicholson）是火星门农尼亚区的一座撞击坑，几乎直接坐落的赤道上，其中心坐标为北纬0.1度、西经164.5度，直径约102.45公里（62英里）。它的名称取自美国天文学家 赛斯·巴恩斯·尼克尔森(1891年-1963年），1973年被国际天文联合会正式批准接受。
尼科尔森陨击坑以它的中央峰而闻名，该山丘高出坑底表面3.5公里，圆锥形的山体上布满了可能已被风甚或水侵蚀的沟壑。

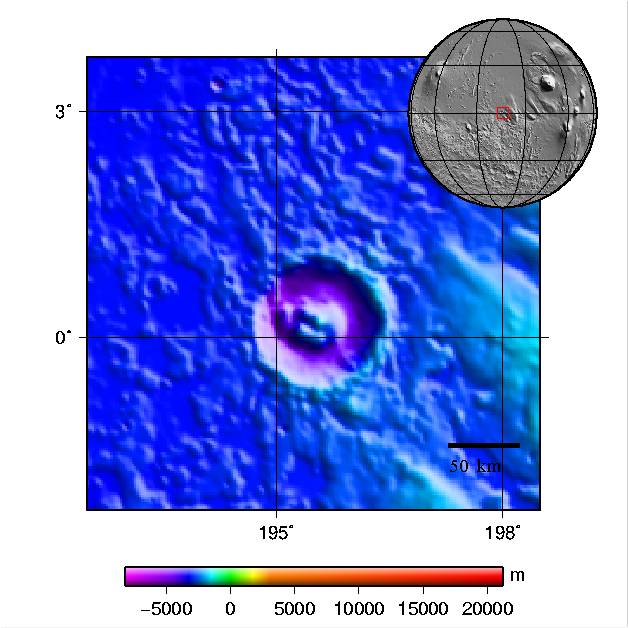
尼科尔森陨击坑地形图。

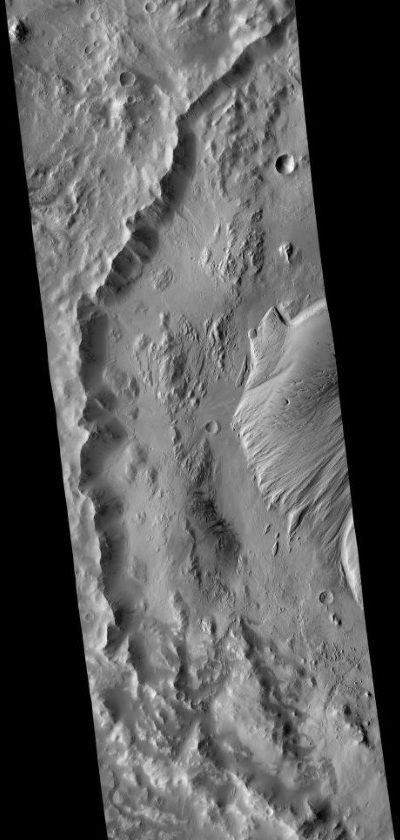
火星勘测轨道飞行器背景相机拍摄的显示了一部分中央丘的尼科尔森陨击坑西侧部分。
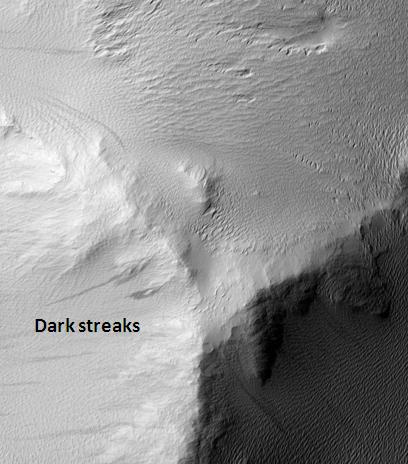
高分辨率成像科学设备显示的尼科尔森陨击坑内带有暗坡条纹的丘墩。

## 另请查看
- 火星气候
- 暗坡条纹
- 火星地质
- 火星撞击坑
- 火星水文